# Gisement (géologie)
Pour les articles homonymes, voir Gisement.
En géologie, un gisement désigne la concentration d'une ressource naturelle (métaux, hydrocarbures, eau…), dont l'exploitation est économiquement rentable.
En métallogénie, le gisement ne doit pas être confondu avec le gîte minéral. Ce dernier terme désigne également une concentration anormale en un ou plusieurs éléments métalliques, mais sans supposer d'une valeur économique.